# Laval-en-Laonnois
 Laval-en-Laonnois  là một xã ở tỉnh Aisne, vùng Hauts-de-France thuộc miền bắc nước Pháp.